# اوکمولگی (آلاباما)
اوکمولگی (به انگلیسی: Oakmulgee) یک منطقهٔ مسکونی در ایالات متحده آمریکا است که در آلاباما واقع شده‌است. اوکمولگی ۹۸٫۱۵ متر بالاتر از سطح دریا واقع شده‌است.